# عالیجناب (مجموعه نمایش خانگی)
عالیجناب نام یک سریال به کارگردانی سام قریبیان و تهیه‌کنندگی مسعود ردایی است. که در ۱۳ آذر ماه سال ۱۳۹۶ در شبکهٔ نمایش خانگی منتشر شد.

## ساخت
این پروژه به تهیه‌کنندگی مشترک علی حضرتی و مسعود ردایی و نگارش و کارگردانی سام قریبیان ۲۱ شهریور ماه ۱۳۹۵ جلوی دوربین رفت و به مدت ۴۵ روز در پیش تولید بود و تصویربرداری آن نیز سه ماه به طول انجامید.
فصل دوم این مینی سریال نیز در هفت قسمت به نگارش درآمده است که قرار شد بعد از عرضه فصل اول به تولید برسد.سام قریبیان سریال «عالیجناب» را در شش قسمت نوشته و کارگردانی آن را هم بر عهده داشته‌است.
قسمت اول این سریال در تاریخ سیزدهم آذر سال ۹۶ پخش شد و طی ۶ هفته متوالی ادامه داشت.

## داستان
داستان این سریال به ماجرای دو رقیب انتخاباتی می‌پردازد.
دکتر احمد ملک پس از انجام مناظرات انتخاباتی با رقیب خود مهندس صفاریان و برگزاری انتخابات، به عنوان رئیس‌جمهور منتخب ایران انتخاب می‌شود. تلاش او برای امضای معاهده‌ای مهم موافقان و مخالفان زیادی دارد. ۴۸ ساعت قبل از برگزاری اجلاس، تهدیدات علیه خانواده او، امنیت ملی را به خطر می‌اندازد. دکتر ملک باید بین حفظ امنیت خانواده و امضای معاهده یکی را انتخاب کند…

## بازیگران
| بازیگر          | نقش                          | توضیحات                                           |
| --------------- | ---------------------------- | ------------------------------------------------- |
| حسین پاکدل      | دکتر احمد ملک                | رئیس‌جمهور                                         |
| حسین یاری       | نادر فروتن                   | مامور امنیت نهاد ریاست جمهوری                     |
| امیر آقایی      | اسفندیار پرهام               | مامور ویژه وزارت امنیت داخلی                      |
| بابک حمیدیان    | رامین فرازمند                | مشاور ارشد رئیس جمهور                             |
| سعید آقاخانی    | پرویز امانی                  | مسئول یگان ویژه نهاد ریاست جمهوری                 |
| سحر دولتشاهی    | ژ.آ.ن (ژانت آناهیتا نورتبرگ) | تروریست                                           |
| آزاده صمدی      | لیلا مظاهر                   | خبرنگار بخش سیاسی نشریه اتفاق                     |
| لیلا اوتادی     | دکتر معتمد                   | دانشمند تاکسیکولوژیست                             |
| پرویز پورحسینی  | اردشیر هژیر خاتم             | معاون اول رئیس‌جمهور-رئیس مجلس سابق                |
| پریوش نظریه     | فروغ                         | همسر احمد ملک-مدیر نمایندگی یونسکو در ایران       |
| احسان کرمی      | عمادی                        | سخنگوی دولت-مشاور رئیس جمهور                      |
| سام قریبیان     | مایک انور                    | خبرنگار ایرانی و آمریکایی شبکه جی.ان.ان           |
| حسین عرفانی     | مهندس عباس صفاریان           | رقیب انتخاباتی دکتر ملک/معاون اول رئیس جمهور سابق |
| مهتاج نجومی     | افخمی                        | کارگردان فنی مناظره انتخاباتی                     |
| امید روحانی     | موحدی                        | وزیر بهداشت و درمان                               |
| حسین سلیمانی    | علیرضا عنایت                 | مدیر بخش سیاسی نشریه اتفاق                        |
| صالح میرزاآقایی | متقالچی                      | وزیر امور خارجه                                   |
| ایرج شهزادی     | مهندس علی‌آبادی               | استاندار تهران/مشاور ارشد مهندس صفاریان           |
| احمدرضا اسعدی   | فراهانی                      | سردبیر و مدیر مسئول خبرگزاری اتفاق                |
| حامد مدرس       | سعید ملک                     | پسر دکتر ملک/استاد دانشگاه                        |
| نازنین کریمی    | مریم                         | همسر سعید ملک                                     |
| پرویز سیرتی     | هاشمیان                      | وزیر امنیت داخلی و اطلاعات                        |
| وحید رونقی      | جوهری                        | مجری مناظرات انتخاباتی                            |
| علیرضا رئیسی    |                              | مامور ویژه آی.تی نهاد ریاست جمهوری                |
| رضا شریف‌نژاد    | سرلشگر شریفی                 | فرمانده کل نیروهای مسلح                           |
| ارشا اقدسی      |                              | تک تیرانداز                                       |
| مهدی حسینی نیا  |                              | وزیر اقتصاد                                       |
| صحرا اسدالهی    |                              | دزد                                               |
| محمدرضا رهبری   |                              | سوئچر خانم افخمی                                  |
| حسام خلیل‌نژاد   |                              | دستیار تولید خانم افخمی                           |
| صفر کشکولی      |                              | نگهبان پیست سواری هژیرخاتم                        |
| عسل عباسی       |                              | هکر نهاد ریاست جمهوری                             |
| محمد اطهری      |                              | وزیر کار                                          |

## جوایز و نامزدها
| ۱۳۹۷ | هجدهمین جشن حافظ |                           |             |          |
| ۱۳۹۷ | هجدهمین جشن حافظ | بهترین کارگردان تلویزیونی | سام قریبیان | نامزدشده |

## حواشی
این سریال قرار بود همزمان با رقابت‌های انتخابات ریاست جمهوری ۱۳۹۶ در شبکه نمایش خانگی پخش شود که این امر صورت نگرفت.